# Rozalia Kajzer-Piesiur
Rozalia Kajzer-Piesiur (ur. 3 września 1909 w Zaborzu (dzielnica Zabrza), zm. 10 lipca 1977 w Katowicach) – pływaczka, olimpijka z Amsterdamu 1928.

## Kariera
Karierę sportową rozpoczęła w 1923 w Towarzystwie Pływackim „Giszowiec-Nikiszowiec 23”. Od 1925 była zaliczana do najlepszych polskich pływaczek. Specjalizowała się w stylu klasycznym dowolnym i grzbietowym.
Jedna z czołowych polskich przedwojennych pływaczek. Była 12-krotną mistrzynią Polski w latach 1924−1928 zdobywając tytuły na dystansie: 200 m stylem klasycznym, 400 m stylem dowolnym, 100 m stylem dowolnym, 100 m stylem grzbietowym oraz w sztafetach 4 x 100 m stylem dowolnym oraz 5 x 50 m stylem dowolnym. Była wielokrotną rekordzistką Polski.
Na igrzyskach olimpijskich w 1928 startowała w konkurencji 200 m stylem klasycznym. Zajęła 6. miejsce z czasem 3:46 odpadła w eliminacjach. W 1932 zajęła 6. miejsce na 100 m stylem grzbietowym na mistrzostwach Polski. W tym samym roku zakończyła karierę. W okresie Dwudziestolecia Międzywojennego była członkiem Związku Obrony Kresów Zachodnich. Podczas okupacji niemieckiej mieszkała w Nikiszowcu. Zmarła 10 lipca 1977 w Katowicach. Pochowana na Cmentarzu w Giszowcu.